# Nikołaj Żurin
Nikołaj Iwanowicz Żurin (ros. Николай Иванович Журин, ur. 1 grudnia?/14 grudnia 1908 w Orenburgu, zm. 17 lipca 1996 w Moskwie) – radziecki polityk, zastępca członka KC KPZR (1956-1961 i 1966-1971), II sekretarz KC Komunistycznej Partii Kazachstanu (1956–1957).

## Życiorys
Od 1930 w WKP(b), 1931-1932 członek Prezydium i zastępca przewodniczącego rejonowej rady kolejarzy w Aktiubińsku, 1932-1933 instruktor i kierownik sektora Komitetu Obwodowego WKP(b) w Aktiubińsku, 1933-1937 pomocnik szefa wydziału politycznego sowchozu. Od 1937 instruktor KC Komunistycznej Partii (bolszewików) Kazachstanu, 1939 zastępca kierownika Wydziału Kadr KC KP(b)K, od sierpnia 1939 do listopada 1941 I sekretarz Komitetu Obwodowego KP(b)K w Kustanaju, później I sekretarz rejonowego komitetu KP(b)K w obwodzie semipałatyńskim, 1945-1947 sekretarz Komitetu Obwodowego KP(b)K w Semipałatyńsku, 1947–1948 słuchacz kursów przy KC WKP(b). 1948-1951 ponownie sekretarz Semipałatyńskiego Komitetu Obwodowego KP(b)K, w 1951 II sekretarz, a od września 1951 do kwietnia 1956 I sekretarz Komitetu Obwodowego KP(b)K/KPK w Akmole (obecnie Astana). Od 25 lutego 1956 do 17 października 1961 zastępca członka KC KPZR, od 3 kwietnia 1956 do 26 grudnia 1967 II sekretarz KC KPK, od stycznia 1958 do stycznia 1963 I sekretarz Północnokazachstańskiego Komitetu Obwodowego KPK, od stycznia 1963 do grudnia 1964 I sekretarz Zachodniokazachstańskiego Krajowego Komitetu KPK, od 8 kwietnia 1966 do 30 marca 1971 ponownie zastępca członka KC KPZR. Od stycznia 1972 na emeryturze. Deputowany do Rady Najwyższej ZSRR od 4 do 8 kadencji.

## Odznaczenia
- Order Lenina (dwukrotnie)
- Order Rewolucji Październikowej
- Order Czerwonego Sztandaru Pracy (trzykrotnie)
- Order „Znak Honoru”